# Tropojë
Tropojë (pronunciado: tɾɔˈpɔjə) escrito en su forma definida como Tropoja, y pronunciado comúnmente fuera de Albania como Tropoya, es un municipio en el condado de Kukës, en el norte de Albania cerca de la frontera con Kosovo. Formado en la reforma local de 2015 mediante la fusión de los antiguos municipios Bajram Curri, Bujan, Bytyç, Fierzë, Lekbibaj, Llugaj, Margegaj y Tropojë, que pasaron a ser unidades administrativas. El ayuntamiento tiene su casa consistorial en la villa de Bajram Curri.
Su población en el 2011 era de 4,117 habitantes en su unidad administrativa y de 20,517 habitantes municipalmente, en un área total de 1057,30 km² .Está atravesado por el río Valbonë.